# Заборов'я (Добручинська волость)
Заборов'я (рос. Заборовье) — присілок в Гдовському районі Псковської області Російської Федерації.
Населення становить 5 осіб. Входить до складу муніципального утворення Добручинська волость.

## Історія
Від 2005 року входить до складу муніципального утворення Добручинська волость.

## Населення
| 2001 | 2002 | 2010 |
| ---- | ---- | ---- |
| 6    | →6   | ↘5   |